# 君津市立清和小学校
君津市立清和小学校（きみつしりつせいわしょうがっこう）は、千葉県君津市東日笠にある公立小学校。

## 沿革
- 2020年（令和2年）
  - 4月1日 - 秋元・三島両小学校を統合して、本校開校。校舎は、2019年3月31日に閉校した旧清和中学校校舎を使用[1]。
  - 4月6日 - 開校式・着任式と第1回始業式を開催する予定だったが、新型コロナウイルス感染拡大の影響で中止された。
  - 4月7日 - 第1回入学式開催予定だったが、こちらも中止された。
  - 6月1日 - 学校再開。
- 2021年（令和3年）
  - 3月16日 - 第1回卒業式挙行。最初の卒業生は17名。新型コロナウイルスに関する緊急事態宣言発令下の卒業式だった為、在校生はオンラインで式を見届けた。
  - 3月24日 - 最初の修了式と離任式挙行。

## 通学区域と進学先中学校
出典

### 通学区域
- 西粟倉、清和市場、市宿、日渡根、東猪原、西猪原、東粟倉、平田、植畑、西日笠、鹿野山、東日笠、二入、辻森、大岩、正木、奥米、宿原、怒田沢、旅名、豊英旧倉沢、豊英旧奥畑、東猪原、西猪原入会、東日笠、東粟倉入会、市場、西粟倉、平田、植畑、西日笠入会、植畑外、四村入会

### 進学先中学校
- 君津市立周東中学校

## アクセス
- 日東交通「木更津鴨川線」の「清和中学校前」バス停・君津市コミュニティバス「中島・豊英線:清和小コース」の「清和小」バス停（日東交通「清和中学校」停留所と君津市コミュニティバス「清和小」停留所は同一箇所）より、
  - 木更津駅西口経由イオンモール木更津行（日東交通）、清和公民館・鈴木病院前行（君津市コミュニティバス）のりばから、徒歩約85m・約1分。
  - 安房鴨川駅経由亀田病院行（日東交通）、県民の森行（君津市コミュニティバス）のりばから、徒歩約100m・約2分。

## 周辺
- 君津市立清和保育園 - 進学前保育園のひとつ
- 清和ゆめの丘牧場
- 国道465号